# Kamilari
Kamilari (en griego, Καμηλάρι) es un pueblo de Grecia ubicado en la isla de Creta. Pertenece a la unidad periférica de Heraclión, al municipio de Festo y a la unidad municipal de Tymbaki. En el año 2011 contaba con una población de 379 habitantes. El nombre de este pueblo es de origen bizantino y significa «conductor de camellos».

## Restos arqueológicos

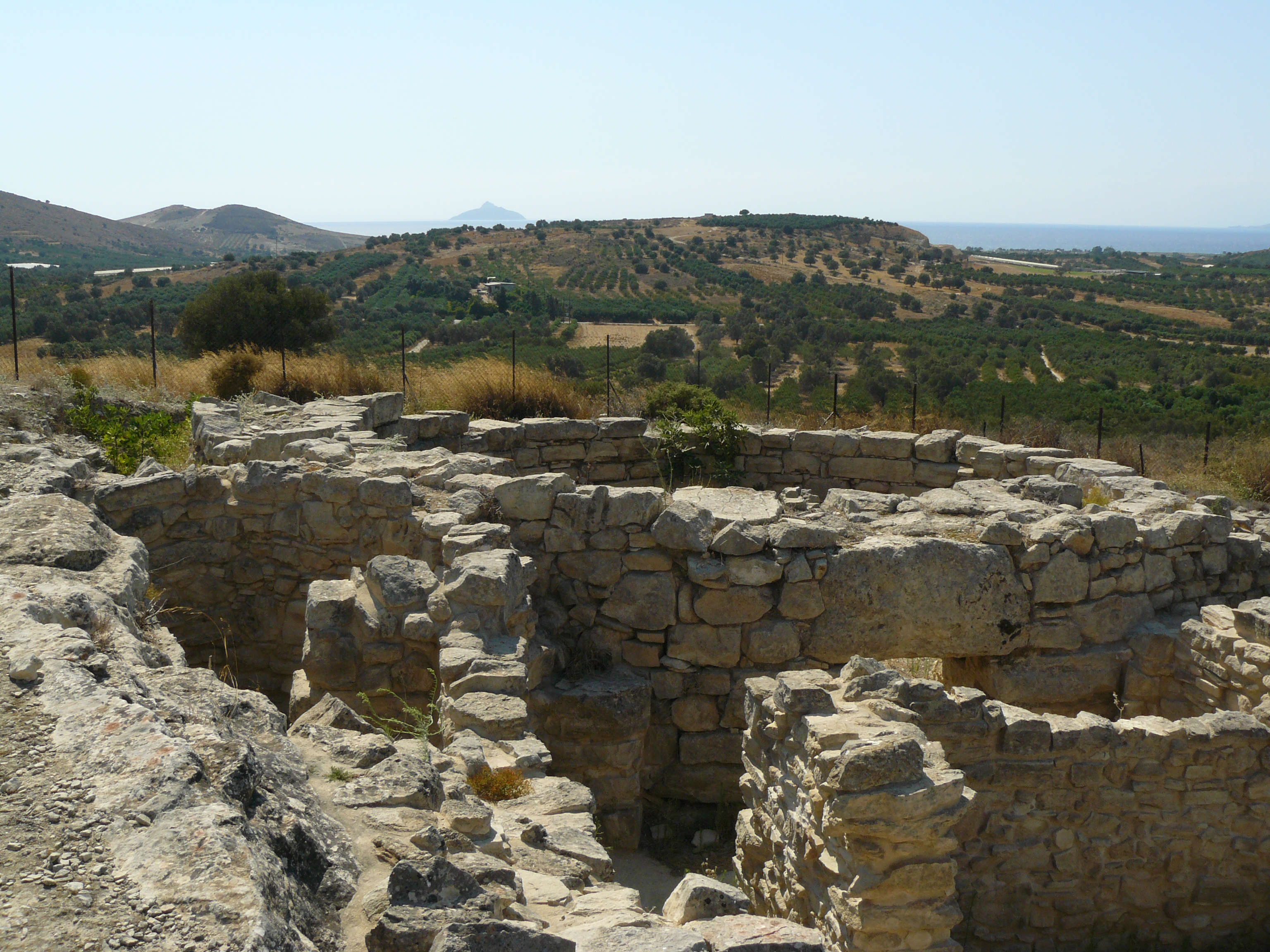
El tholos de Kamilari.

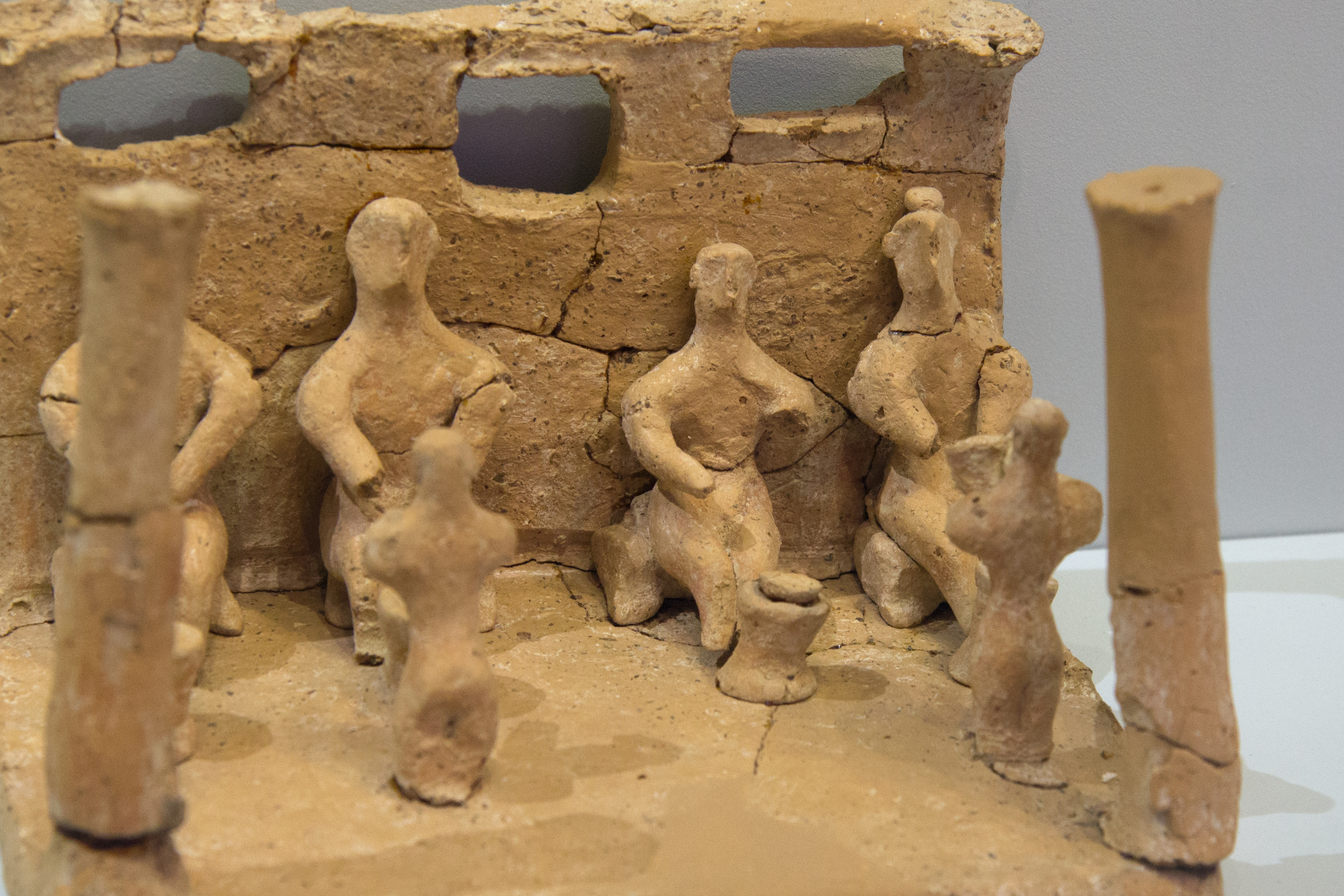
Una de las miniaturas de terracota de Kamilari, fechadas hacia 1500-1450 a. C. Museo Arqueológico de Heraclión.

A fines de la década de 1950 un equipo de arqueólogos italiano excavó a 1,6 km de Kamilari y a unos 2 km al suroeste de Hagia Triada una tumba abovedada del periodo minoico. Esta tumba fue construida en el minoico medio IB y continuó en uso durante un largo periodo de tiempo de forma que la mayoría del material encontrado pertenece al minoico medio III y perduró hasta el minoico tardío IIIA2. Se calcula que durante todas las épocas llegaron a ser enterradas aquí en torno a 400 o 500 personas.
La tumba tiene un diámetro interno de 7,65 m. Al este de la tumba hay un anexo que consta de cinco salas y al norte de estas hay una zona pavimentada. Pese a que había sido saqueada, entre el material encontrado destacan numerosos fragmentos de recipientes de cerámica y de piedra que pudieron haber sido usados para realizar libaciones. También se han hallado sellos y tres miniaturas de terracota que representan ofrendas a los muertos y una danza. Estas últimas pertenecen al último periodo en el que la tumba estuvo en uso.